# Нумизматика
Нумизматика (от лат. numisma, гр. nómisma – монета; във Византия е в употреба монета с това име, наричана и солид) е помощна на историята и археологията наука, изучаваща особеностите на платежните, наградни и отличителни средства, в исторически план, както и тяхното колекциониране. Неин обект са монети, банкноти, ордени, медали и значки. Упражнява се и като хоби, и като бизнес.

## Нумизматика в България
За историята на българските земи са важни както тези сечени в Рим, така и сечените във Византия и Европа през Средновековието. В България наличието на много антични монети и черен пазар е причина за иманярство, което унищожава важни археологични обекти.
Българските монети могат да се намерят сравнително лесно и на добри цени. Най-редките български монети са сребърните от 1916 година, които са разпространени много слабо, като средство за плащане, а останалите са претопени.

## Нумизматика в чужбина
Колекционирането като хоби и търговията с монети са най-развити в САЩ и въпреки кратката история на Съединените щати американските монети са особено ценни. Цените им в идеално качество варират от десетки хиляди долари до милиони в случай на голяма рядкост. Ценни и търсени са монетите сечени в Римската република и особено тези сечени по време на Римската империя поради тяхната рядкост и многообразие.[източник? (Поискан днес)]